# ラジオでGO!
『ラジオでGO!』（ラジオでゴー!）は、なぐも。による日本の4コマ漫画作品。『まんがタイムきららキャラット』（芳文社）にて2007年7月号から2010年8月号まで連載された。単行本は全3巻。タイトルが示す通り、ラジオ番組の制作現場を舞台にした作品である。

## 登場人物
記述順は単行本1巻巻頭カラーページ（第0回）の登場順に準拠。
沢渡 ちとせ（さわたり ちとせ）
ラジオきらら「ラジオでGO!」のパーソナリティ兼構成作家を務める声優。明朗快活な性格で仕事もそういった役どころが多いらしい。天然ボケな相方のコントロールに苦労しリスナーから「苦労の絶えない人」と言われたこともあるが、食べ物の話題になると食い意地の張った一面を見せる。趣味はチャリンコ。かつては自身の名と新千歳空港を掛けた「北の玄関口」のPNで風見と相沢が担当していたラジオ番組のリスナーだった。実家は農家。ファンからは「さわちー」のニックネームで親しまれているが、他の主要人物からは本名で呼ばれることがほとんど。また、最終回では文字を見ただけで差し入れをくれたのが白玉本人であることを見抜いた。
小石川 沙絵（こいしかわ さえ）
ちとせと共に「ラジオでGO!」のパーソナリティを務めるラジオきららアナウンサー。27歳。番組中に挿入されるニュースのアナウンスも担当。整った容姿とナイスバディの持ち主で周囲からの人気は高いが、かなりの天然で自覚なしに場の空気を凍りつかせてしまう事もしばしば。また相当の酒豪でいくら飲んでも酔わない。藤田のことが途中から気になりだし、後に交際する事となった。
風見 綾子（かざみ あやこ）
「ラジオでGO!」担当プロデューサー。30歳。仕事はできる人。後輩である相沢にベタ惚れしており、アプローチの仕方がわからない上、年齢差や貧乳であるコンプレックスも絡み悶々としているようで彼絡みで「壊れる」ことも。風邪をひいたちとせと花粉症の沙絵に代わり、いわゆる「箱番組」の形で番組を進行したこともある。最終話前の回で相沢からプロポーズされ寿退社。1児に恵まれた模様だが、結婚指輪を見せびらかしに、しばしばラジオきららに現れている。
相沢（あいざわ）
「ラジオでGO!」担当ディレクター。よく局の受付嬢を引っ掛けているらしくナンパ好きでの軽い性格だが、仕事に関しては真剣で風見による箱番組を提案したのも彼。風見が自分に向けている好意に気づいているのかいないのか、「好意を利用している」描写がまま見られる。最終話直前で彼の方から風見に告白し結婚。寿退社した妻に代わりプロデューサーに就く。結婚しても相変わらず手癖が悪い様で『水道橋の種馬』と呼ばれている。
藤田（ふじた）
「ラジオでGO!」担当ミキサー・音響技術。下戸で寡黙な職人気質。ひょんなことから沙絵と急接近し、互いを意識しあう関係になっているが、藤田と沙絵の双方が奥手なため、関係の進展は遅々としたものとなっている。後に彼から告白し交際し始めるが、元来奥手同士なのでほぼ進展が無い。酒には滅法弱い。
二階堂 凛（にかいどう りん）
ラジオきらら営業。風見とは大学の同期で腐れ縁であり、ちとせの隠れファンであることから「ラジオでGO!」のスタジオやスタッフの飲み会に頻繁に顔を出す。その際は暴走しがちなスタッフ達のストッパー役になることが多いが、真面目一辺倒な堅物ではなく臨機応変な対応も効かせる。怒ると怖い。胸の大きさは沙絵と同等。
白玉あんみつ（しらたま　-）
「ラジオでGO!」のリスナーであり常連投稿者。作中の描写より高校3年と思われる。「白玉あんみつ」はラジオネームであり本名は不詳。ただし、クラスメイトから「白ちゃん」と呼ばれているため、名前に「白」が入ることが見て取れる。プレゼント企画ネタ、リスナーネタではかなりの頻度で登場する。最終回では、構成作家としてラジオきららに赴き、ちとせらと再会、共演することとなった。
宮代燕（みやしろ つばめ）
ラジオきららの新入社員。ラジオ番組作りを夢見て入社してきた熱い女性で、研修期間中の制作部預かりで「ラジオでGO!」ADを務めている。理想家であるため、不真面目に見える相沢とは対立しがち。周囲からは沢渡の愛称に倣って小石川曰く「『さわたりちとせ』でさわちー、『みやしろつばめ』でみつば」で「みつば」と呼ばれている。最終話ではディレクターに昇格。相沢を師と仰ぎ、合コンに足繁く通うようになっている。ちとせと沙絵らより背が低い。

## 放送局・番組について
ラジオきらら
作中に登場する架空の民放局で、中波ラジオ放送の単営局。局舎（演奏所）は東京都文京区の水道橋駅近くに所在する設定で、外観は芳文社の社屋がモデル。コールサインはJOMT、周波数は1325kHz。AMステレオ放送実施局。
ちとせと沙絵のラジオでGO!
ラジオきららで毎週土曜21時-23時に放送されているラジオ番組。パーソナリティは沢渡ちとせと小石川沙絵。リスナーからの投稿をもとにしたフリートークが中心だが、2人が体を張って様々なことに挑む「ちとせがチャレンジ!!」などのコーナーもある。前述のとおり沙絵がニュースを読む場面があり、「スポーツ中継（の時間延長もしくはシーズンインによる放送枠設定）で番組がスリムに（=放送時間が短く）なった」などの発言あることから生放送番組とみられる。
風見綾子のプロデューサー万歳!
風邪をひいて体調不良のちとせと花粉症で話すこともままならない沙絵を見かねた相沢の発案で、2人に代わり風見プロデューサーが担当した箱番組。リスナーからの評判は悪くなかったようだが、後で上司に注意された模様。

## ハシラでGO!
まんがタイムきららキャラット2008年7月号より開始された投稿企画。掲載時のページのハシラを使って、読者からの投稿ハガキを紹介するというもの。本作の作風に従い、沢渡ちとせと小石川沙絵がパーソナリティとしてフリートークを交えながらハガキを読み上げるというラジオ番組風の趣向になっている。ハガキの募集はきららキャラット本誌ではなく、作者の特設ウェブページ（外部リンク参照）で行われた。
『ハシラでGO!』でのちとせと沙絵のフリートークはそれが掲載された話の本編とリンクした内容の時もあり、本編で語られなかった意外な楽屋裏が知れることもある。また、ふおんコネクト!やCIRCLEさーくるなど、きらら系の雑誌で連載されている他の作品での出来事や登場人物を彷彿とさせる内容がちとせと沙絵から語られることがある。
『ハシラでGO!』は2009年6月号に休止されたが、2010年1月号から『風見Pのプロデューサー万歳』として復活。パーソナリティが風見綾子になっていることを除けばコンセプトは変わっていない。
単行本でもそのまま収録されている。

## 既刊一覧
まんがタイムKRコミックス（芳文社）より刊行。
1. 2008年8月初版　ISBN 978-4-8322-7714-4
2. 2009年8月初版　ISBN 978-4-8322-7827-1
3. 2010年7月初版　ISBN 978-4-8322-7926-1